# Friedrich Edmund Pilling
Friedrich Edmund Pilling (* 13. Mai 1830 in Gößnitz; † 7. Mai 1907 ebenda) war ein deutscher Jurist und Politiker.

## Leben
Als Sohn eines Organisten und Mädchenschullehrers geboren, studierte Pilling nach dem Besuch des Friedrichsgymnasiums in Altenburg Rechtswissenschaften in Jena. Während seines Studiums wurde er 1850 Mitglied der Burschenschaft Teutonia Jena. Nach seinem Studium wurde er 1853 Auditor am Stadtgericht in Altenburg. 1856 legte er sein Zweites Examen ab und wurde Notar. 1859 wurde er Advokat und Landesbankregistrator. Dann arbeitete er von 1864 bis 1872 als Gerichtsaktuar in Kahla. 1876 wurde er Staatsgerichtsassessor in Altenburg, 1878 Stadtrichter, 1879 Amtsrichter und 1881 Amtsgerichtsrat. 1883 wurde er Vorstand des Amtsgerichts Eisenberg. Dort wurde er 1883 zum Abgeordneten des Landtags gewählt. 1886 wurde er wiedergewählt und Mitglied der Disziplinarkammer des Herzogtums Altenburg. 1889 wurde er Landgerichtspräsident in Altenburg. 1898 ging er aus gesundheitlichen Gründen in den Ruhestand. Er wurde zum Geheimen Rat ernannt.
1884 war er Gründer des Geschichts- und Altertumsforschenden Vereins in Eisenberg, dessen späteres Ehrenmitglied er wurde.